# Provinziallandtag der Provinz Hannover
Der Provinziallandtag der Provinz Hannover war von 1867 bis 1933 die Selbstverwaltungskörperschaft der preußischen Provinz Hannover.

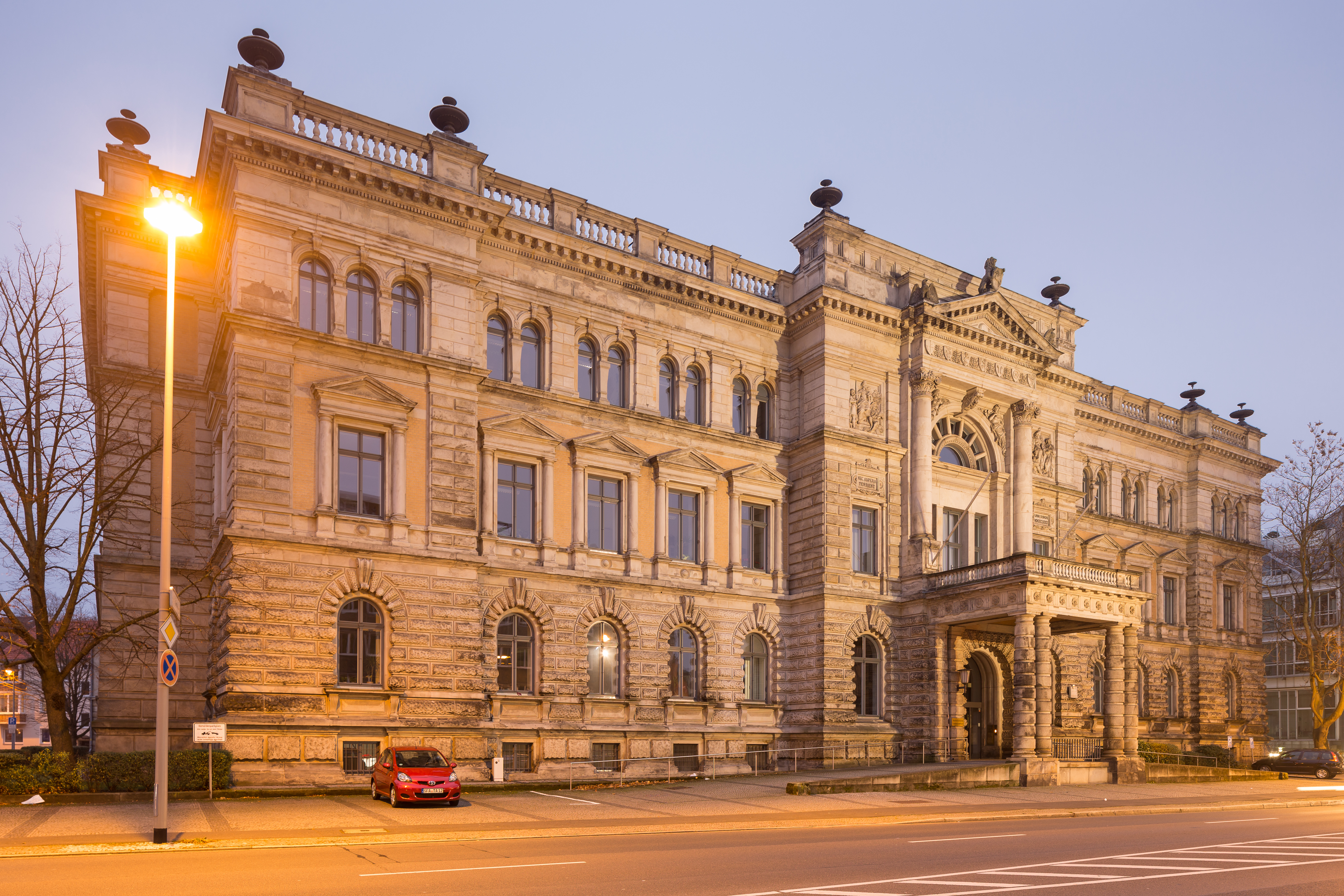
Sitz des Provinziallandtages war das Provinzial-Ständehaus, in dem heute das Niedersächsische Finanzministerium untergebracht ist

## Geschichte

### Bildung des Provinziallandtags
Nach der Annexion des Königreichs Hannover durch Preußen nach dem Deutschen Krieg 1866 wurde die Provinz Hannover gebildet. Nach dem Vorbild der anderen Provinzen wurde am 22. August 1867 auch für diese Provinz ein Provinziallandtag eingerichtet.
Die 81 Abgeordneten wurden in drei Kurien gewählt:
1. Stand der größeren Grundbesitzer (31 Abgeordnete, davon 25 gewählte)
2. Stand der Städte (25 Abgeordnete)
3. Stand der Landgemeinden (25 Abgeordnete)

Im Stande der größeren Grundbesitzer hatten folgende sechs Adlige Virilstimmen:
1. der Herzog von Arenberg,
2. der Herzog von Looz-Corswarem,
3. der Fürst von Bentheim-Steinfurt (so lange sich dieselben im Besitze ihrer in der Provinz gelegenen Standesherrschaften befinden)
4. der Graf zu Stolberg-Wernigerode,
5. der Graf zu Stolberg-Stolberg (beide wegen der Grafschaft Hohenstein)
6. der Erblandmarschall von Hannover (so lange derselbe im Besitze des dieses Amt bedingenden Majorats ist)

Die Wahl der restlichen Abgeordneten erfolgte in folgenden Wahlkreisen:
1. Größere Grundbesitzer (25 Abgeordnete)
  1. der Bezirk der Calenberg-Göttingen-Grubenhagenschen Landschaft: 6 Abgeordnete,
  2. das Fürstentum Lüneburg: 5 Abgeordnete,
  3. die Herzogtümer Bremen und Verden: 4 Abgeordnete,
  4. die Grafschaften Hoya und Diepholz: 2 Abgeordnete,
  5. das Fürstentum Osnabrück: 2 Abgeordnete,
  6. das Fürstentum Hildesheim: 3 Abgeordnete,
  7. das Fürstentum Ostfriesland: 2 Abgeordnete,
  8. das Herzogtum Arenberg-Meppen, die Niedergrafschaft Linge und die Grafschaft Bentheim: 1 Abgeordneter
2. Städte (25 Abgeordnete)
  1. die Stadt Hannover: 1 Abgeordneten,
  2. die Stadt Göttingen: 1 Abgeordneten,
  3. die Stadt Hameln: 1 Abgeordneten,
  4. die übrigen zur Städtekurie der Calenberg-Grubenhagenschen Landschaft gehörigen Städte zusammen: 2 Abgeordnete,
  5. die Bergstädte Clausthal, Zellerfeld, Andreasburg, Altenau, Lautenthal, Grund und Wildemann zusammen: 1 Abgeordneten,
  6. die Stadt Lüneburg: 1 Abgeordneten,
  7. die Stadt Harburg: 1 Abgeordneten,
  8. die Stadt Celle: 1 Abgeordneten,
  9. die übrigen zum Städtestande des Lüneburgschen Landtages gehörigen Städte zusammen: 1 Abgeordneten,
  10. die Stadt Stade: 1 Abgeordneten,
  11. die Stadt Verden: 1 Abgeordneten,
  12. die übrigen zur Städtekurie der Bremen-Verdenschen Landschaft gehörigen Gemeinden zusammen: 1 Abgeordneten,
  13. die Stadt Nienburg und die Flecken Hoya und Diepholz zusammen: 1 Abgeordneten,
  14. die übrigen zur Städtekurie der Hoya-Diepholzschen Landschaft gehörigen Flecken zusammen: 1 Abgeordneten,
  15. die Stadt Osnabrück: 1 Abgeordneten,
  16. die übrigen zur Städtekurie der Osnabrückschen Landschaft gehörigen Städte und das Weichbild Bramsche zusammen: 1 Abgeordneten,
  17. die Städte Meppen, Lingen, Haselünne, Schüttorf, Northorn, Neuenhaus und Bentheim zusammen: 1 Abgeordneten,
  18. die Stadt Papenburg: 1 Abgeordneten
  19. die Stadt Hildesheim: 1 Abgeordneten,
  20. die Stadt Goslar: 1 Abgeordneten,
  21. die übrigen zur Städtekurie der Hildesheimschen Landschaft gehörigen Städte zusammen: 1 Abgeordneten,
  22. die Stadt Emden: 1 Abgeordneten,
  23. die Stadt Leer: 1 Abgeordneten,
  24. die übrigen zur Städtekurie der Ostfriesischen Landschaft gehörigen Städte zusammen: 1 Abgeordneten,
3. Landgemeinden (25 Abgeordnete)
  1. Bezirk der Calenberg-Grubenhagenschen Landschaft: 4 Abgeordnete,
  2. Fürstentum Lüneburg: 4 Abgeordnete,
  3. Herzogtümer Bremen-Verden: 4 Abgeordnete,
  4. Land Hadeln: 1 Abgeordneter;
  5. Grafschaften Hoya-Diepholz: 2 Abgeordnete;
  6. Fürstentum Osnabrück: 2 Abgeordnete;
  7. Herzogtum Arenberg-Meppen: 1 Abgeordneter;
  8. Niedergrafschaft Lingen und Grafschaft Bentheim: 1 Abgeordneter;
  9. Fürstentum Hildesheim: 3 Abgeordnete;
  10. Fürstentum Ostfriesland: 3 Abgeordnete.

Die Standesherren konnten sich durch Agnaten ihres Hauses vertreten lassen. Die Abgeordneten der Städte wurden von dem Magistrate und den sämmtlichen Bürgervorstehern, die der Landgemeinden durch die Kreistage gewählt. Es wurden jeweils Stellvertreter gewählt. Der Landtag tagte in der Regel jährlich. Er verfügte nicht über ein Selbstversammlungsrecht, sondern wurde vom König einberufen, vertagt und aufgelöst. Der Landtagsmarschall (Landtagspräsident) wurde von König aus der Mitte der Abgeordneten bestimmt.

### Die Provinzialordnung von 1884
Mit der Provinzialordnung von 1884 wurde die Wahl der Abgeordneten deutlich verändert und die Kompetenzen des Landtags erweitert. Nun bestand der Provinziallandtag aus Abgeordneten der Land- und Stadtkreise der Provinz. Jeder Kreis wählte mindestens einen Abgeordneten. Kreise mit mehr als 30.000 Einwohnern wählten zwei Abgeordnete, ab 80.000 Einwohnern waren dies drei. Bei größeren Kreisen kam für jede volle Zahl von weiteren 50.000 Einwohnern ein weiterer Abgeordneter hinzu. Die Abgeordneten der Landkreise wurden von den Kreistagen gewählt. Die Abgeordneten mussten weiterhin ein Mindestalter von 30 Jahren haben. Die Wahldauer betrug 6 Jahre. Der Provinziallandtag konnte beschließen, kleine Landkreise zu Wahlbezirken zusammenzuschließen. Die Wahl erfolgte durch die Kreistage. Es wurden keine Stellvertreter gewählt, stattdessen kam es zu Ergänzungswahlen. Der Vorsitzende des Provinziallandtages wurde nun von diesem selbst gewählt.
Der Provinziallandtag hatte nun ein Budgetrecht bezüglich des Haushaltes der Provinz. Der Provinzialverband hatte ebenfalls zusätzliche Aufgaben erhalten.

### Weimarer Republik
Nach der Novemberrevolution vom 9. November 1918 wurden in Preußen 1919 für die Parlamente und kommunalen Volksvertretungen allgemeine und gleiche Wahlen nach dem Verhältniswahlrecht durchgeführt und erstmals auch das Frauenwahlrecht bewilligt. Hierbei wurden allerdings die Provinziallandtage nicht neu gewählt. Das Gesetz betreffend die Neuwahl der Provinziallandtage vom 16. Juli 1919 regelte, dass die Provinziallandtage aufgelöst und durch die (nun demokratisch gewählten) Kreistage bis zum 1. September 1919 neu gewählt werden sollten. Mit Art. 74 der Verfassung des Freistaats Preußen vom 30. November 1920 wurde die Wahl der Provinziallandtage durch das Volk festgeschrieben. Diese Verfassungsbestimmung wurde mit dem Gesetz betreffend die Wahlen zu den Provinziallandtagen und zu den Kreistagen vom 3. Dezember 1920 umgesetzt. Nun wurden die Abgeordneten auf vier Jahre direkt vom Volk gewählt. Die Zahl der Abgeordneten hing von der Einwohnerzahl ab. Für die erste und zweite Million Einwohner wurde je ein Abgeordneter für 25 000 Einwohnern gewählt. Für die dritte Million Einwohner wurde je ein Abgeordneter für je 35 000 Einwohnern und in der vierten Million Einwohner ein Abgeordneter je 50 000 Einwohnern gewählt. Die Provinz Hannover lag zwischen 3 und 4 Millionen Einwohner. Die Verteilung der Mandate erfolgte zunächst auf Ebene der Regierungsbezirke. Mit dem Wahlgesetz für die Provinziallandtage und Kreistage vom 7. Oktober 1925 wurden kleinere Wahlrechtsänderungen eingeführt.

#### Wahlergebnisse in der Weimarer Republik
Stimmenanteile der Parteien in Prozent
| Wahltag       | SPD  | DVP  | DNVP 1 | DZP | DDP | KPD 2 | DHP  | NSDAP 3 |
| ------------- | ---- | ---- | ------ | --- | --- | ----- | ---- | ------- |
| 421.02.1921 4 | 34,7 | 15,0 | 7,0    | 6,4 | 4,5 | 3,2   | DZP  |         |
| 529.11.1925 5 | 32,9 | 01,3 | 2,2    | 9,7 | 3,9 | 4,2   |      |         |
| 617.11.1929 6 | 34,7 | 08,3 | 6,7    | 8,9 | 3,1 | 3,7   | 10,9 | 06,8    |
| 12.03.1933    | 23,1 | 01,0 | 9,6    | 8,1 |     | 4,8   | 04,1 | 48,8    |

Sitzverteilung der Parteien mit mehr als 5 Sitzen
| Jahr | Ges. | SPD | LN | DVP | LEW | DNVP | DZP | VHPL | HuG | DHP | MSBl | NSDAP | KPD |
| ---- | ---- | --- | -- | --- | --- | ---- | --- | ---- | --- | --- | ---- | ----- | --- |
| 1921 | 109  | 37  | 17 | 16  | 10  | 7    | 7   |      |     |     |      |       | 4   |
| 1925 | 112  | 37  |    | 1   |     | 2    | 11  | 30   | 8   | 1   |      | 1     | 5   |
| 1929 | 111  | 39  |    | 10  |     | 8    | 10  |      |     | 12  | 10   | 8     | 4   |
| 1933 | 112  | 26  |    |     |     | 11   | 9   |      |     | 5   |      | 55    | 6   |

Sitzverteilung der Parteien mit bis zu 5 Sitzen
| Jahr | DDP | USPD | HeuL | LOF | LEWF | WHauGe | SB | LGF | LF | LNO | CNBL | NatF |
| ---- | --- | ---- | ---- | --- | ---- | ------ | -- | --- | -- | --- | ---- | ---- |
| 1921 | 5   | 3    | 1    | 1   | 1    |        |    |     |    |     |      |      |
| 1925 | 5   |      |      |     |      | 5      | 3  | 1   | 1  | 1   |      |      |
| 1929 | 4   |      |      |     |      |        |    |     |    |     | 4    | 2    |
| 1933 |     |      |      |     |      |        |    |     |    |     |      |      |

Fußnoten

### Machtergreifung und Ende des Provinziallandtags
Die Machtergreifung der Nationalsozialisten 1933 bedeutete auch das Ende des Provinziallandtags. Mit dem Gesetz über die Übertragung von Zuständigkeiten der Provinzial- (Kommunal-) Landtage, … auf die Provinzial- (Landes-) Ausschüsse, … vom 17. Juli 1933 verlor der Provinziallandtag seine Aufgaben, mit dem Gesetz über die Erweiterung der Befugnisse des Oberpräsidenten (Oberpräsidentengesetz) vom 15. Dezember 1933 wurde geregelt: „Die Provinziallandtag, Provinzialausschüsse und Provinzialkommissionen werden aufgelöst. Eine Neubildung findet nicht statt.“
Nach dem Zweiten Weltkrieg ging die Provinz Hannover im neuen Land Niedersachsen auf. Entsprechend wurde der Provinziallandtag nicht neu gebildet. Nachfolger wurde stattdessen der Ernannte Landtag bzw. danach der Niedersächsische Landtag.

## Persönlichkeiten

### Präsidenten
- Dodo Fürst zu Innhausen und Knyphausen (1886)
- Dodo Fürst zu Innhausen und Knyphausen (1893 bis 1907)
- Otto von Pestel (1909 bis 1919)
- Eberhard Hagemann (1924 bis 1931)

### Preußischer Staatsrat
Der Provinziallandtag der Provinz Hannover wählte in der Weimarer Republik sechs Abgeordnete in den Preußischen Staatsrat. Dies waren:
| Nr. | Abgeordneter                 | Partei    | Amtszeit                             | Vertreter                                 | Partei      | Amtszeit                                                                          |
| --- | ---------------------------- | --------- | ------------------------------------ | ----------------------------------------- | ----------- | --------------------------------------------------------------------------------- |
| 1   | Eduard von Lütcken           | DHP       | Mai 1921 bis Februar 1926            | Carl Ludwig Kleine                        | AG          | Mai 1921 bis Februar 1926                                                         |
| 1   | Carl Ludwig Kleine           | AG        | Februar 1926 bis Januar 1930         | Wilhelm Dieckmann                         | AG          | Februar 1926 bis Januar 1930                                                      |
| 1   | Heinrich Hartmann            | AG        | Januar 1930 bis 31. Mai 1931 †       | Heinrich Heitmüller                       | AG          | Januar 1930 bis 21. Juli 1931                                                     |
| 1   | Heinrich Heitmüller          | AG        | 21. Juli 1931 bis 7. November 1932 † | Johann Rabe                               | AG          | 21. Juli 1931 bis 24. November 1832                                               |
| 1   | Johann Rabe                  | AG        | 24. November 1832 bis April 1933     | Georg Voigt                               | AG          | 24. November 1832 bis April 1933                                                  |
| 1   | Otto Telschow                | NSDAP     | April bis 10. Juli 1933              | Georg Gloystein                           | NSDAP       | April bis 10. Juli 1933                                                           |
| 2   | Heinrich Tramm               | AG        | Mai 1921 bis Februar 1926            | Johann Rabe                               | AG          | Mai 1921 bis Februar 1926                                                         |
| 2   | Eberhard Hagemann            | AG        | Februar 1926 bis Januar 1930         | Arthur Menge                              | DHP         | Februar 1926 bis Januar 1930                                                      |
| 2   | Jan Fegter                   | DStP      | Januar 1930 bis 1. März 1931 †       | Hermann Willmann                          | parteilos   | Januar 1930 bis 27. März 1931                                                     |
| 2   | Hermann Willmann             | parteilos | 27. März 1931 bis April 1933         | Hermann Müller                            | DStP        | 27. März 1931 bis April 1933                                                      |
| 2   | Gustav Hokamp                | NSDAP     | April bis 10. Juli 1933              | Friedrich Lambert                         | NSDAP       | April bis 10. Juli 1933                                                           |
| 3   | Franz Reinhard               | Zentrum   | Mai 1921 bis Februar 1926            | Wilhelm Arning                            | AG          | Mai 1921 bis Februar 1926                                                         |
| 3   | Ernst Ehrlicher              | AG        | Februar 1926 bis April 1933          | Carl Uebelen Wilhelm Dyckerhoff           | AG AG       | Februar 1926 bis 10. April 1929 Januar 1930 bis April 1933                        |
| 3   | Siegfried Wagner (Osnabrück) | NSDAP     | April bis 10. Juli 1933              | Joseph Ständer                            | NSDAP       | April bis 10. Juli 1933                                                           |
| 4   | Ernst Andrée                 | SPD       | Mai 1921 bis April 1933              | Wilhelm Kregel Heinrich Groos Gustav Haas | SPD SPD SPD | Mai 1921 bis Februar 1926 Februar 1926 bis Januar 1930 Januar 1930 bis April 1933 |
| 4   | Ludwig Geßner                | NSDAP     | April bis 10. Juli 1933              | Elmar Meyer-Ibold                         | NSDAP       | April bis 10. Juli 1933                                                           |
| 5   | Andreas Müller               | SPD       | Mai 1921 bis 11. November 1928       | Heinrich Groos Jan Fegter                 | SPD DDP     | Mai 1921 bis Februar 1926 Februar 1926 bis 24. Januar 1928                        |
| 5   | Jan Fegter                   | DDP       | 24. Januar 1928 bis Januar 1930      | Wilhelm Sporleder                         | SPD         | 24. Januar 1928 bis Januar 1930                                                   |
| 5   | Bernhard Breitenstein        | Zentrum   | Januar 1930 bis April 1933           | Joseph Kannengießer                       | Zentrum     | Januar 1930 bis April 1933                                                        |
| 5   | Paul Prellwitz               | NSDAP     | April bis 10. Juli 1933              | Wilhelm Henne                             | NSDAP       | April bis 10. Juli 1933                                                           |
| 6   | Jan Fegter                   | DDP       | Mai 1921 bis Februar 1926            | Wilhelm Sporleder                         | SPD         | Mai 1921 bis Februar 1926                                                         |
| 6   | Franz Reinhard               | Zentrum   | Februar 1926 bis 21. November 1927 † | Wilhelm Kregel                            | SPD         | Februar 1926 bis 23. November 1927                                                |
| 6   | Wilhelm Kregel               | SPD       | 23. November 1927 bis Januar 1930    | Freiherr Franz Fritz von Fürstenberg      | Zentrum     | 23. November 1927 bis Januar 1930                                                 |
| 6   | Oswald Kanzler               | SPD       | Januar 1930 bis 10. Juli 1933        | Ottomar Suchomel Paul Neue                | SPD SPD     | Januar 1930 bis April 1933 April 1933 bis 10. Juli 1933                           |